# John Bartram (atleta)
John Lavers Bartram (Mount Barker, 3 giugno 1925 – Melbourne, 20 novembre 2014) è stato un velocista australiano.
Ha partecipato ai Giochi di Londra 1948, gareggiando in vari eventi di atletica leggera.